# Otto Hasse (General)

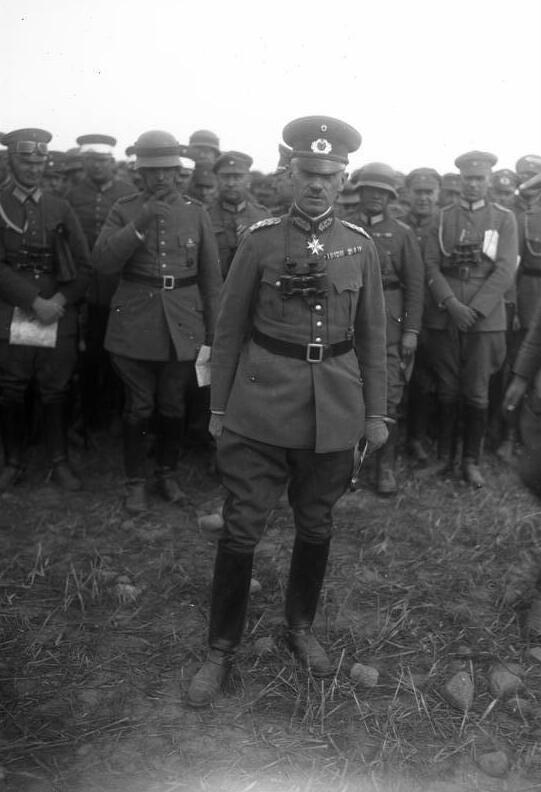
Otto Hasse (1928)

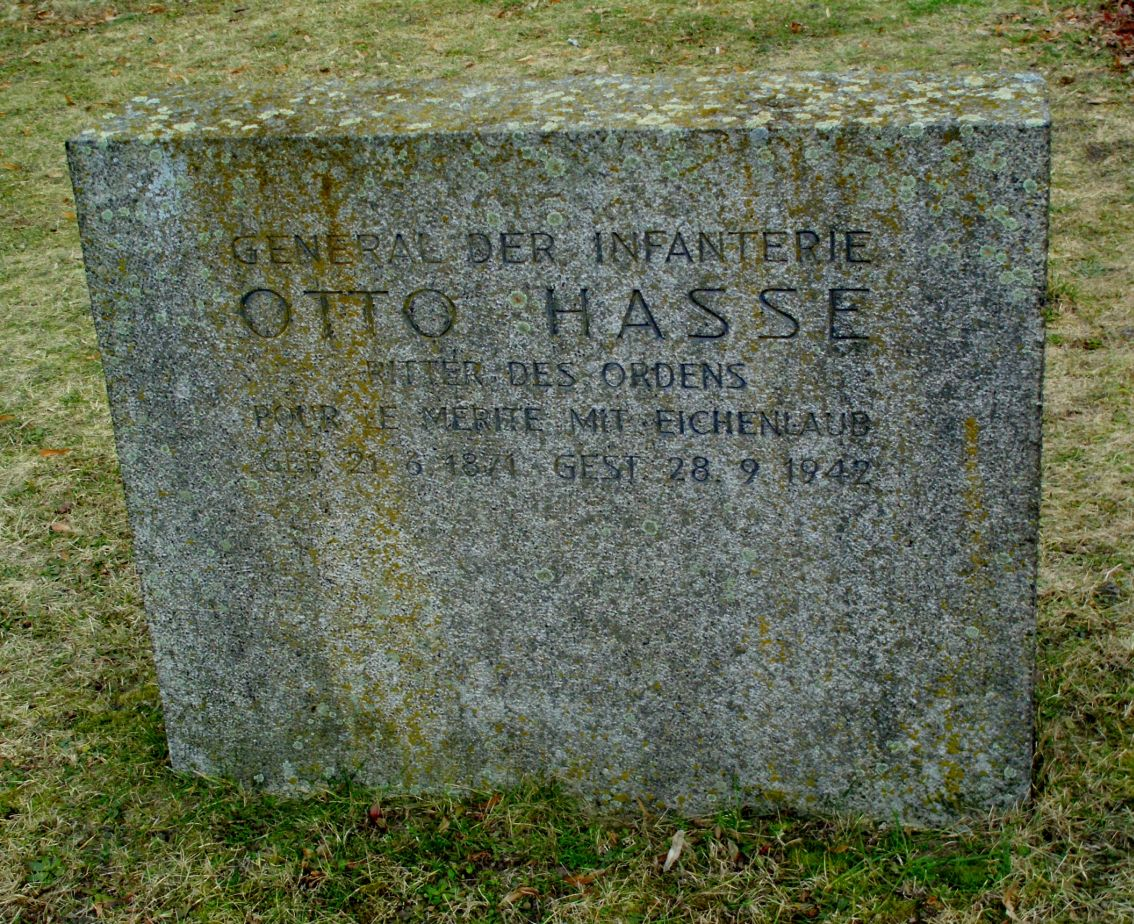
Grab von Otto Hasse auf dem Invalidenfriedhof Berlin (Zustand 2013)

Otto Hasse (* 21. Juni 1871 in Schlawe; † 28. September 1942 in Berlin-Grunewald) war ein deutscher General der Infanterie und von 1922 bis 1925 Chef des Truppenamtes der Reichswehr.

## Leben
Hasse trat am 27. September 1890 als Fahnenjunker in das Infanterie-Regiment „Graf Kirchbach“ (1. Niederschlesisches) Nr. 46 der Preußischen Armee in Posen ein. Vor dem Ersten Weltkrieg diente er im Großen Generalstab und wurde für die Inspektion des Militärischen Verkehrswesens eingesetzt. Im Krieg diente er in mehreren Generalstäben. Am 12. Mai 1918 wurde ihm das Eichenlaub zum Orden Pour le Mérite für seine Arbeit als Chef des Generalstabes im X. Reserve-Korps bei der Schlacht um den Kemmel verliehen. 1918 bis Ende des Jahres war er Chef des Stabes der 1. Armee.
Er wurde in die Reichswehr übernommen und in das Reichswehrministerium versetzt. 1922 wurde er zum Chef des Truppenamtes (TA) ernannt und am 1. Februar 1923 zum Generalmajor befördert. Als Chef des TA weilte er 1923 in Moskau für die geheimen Absprachen zum Vertrag von Rapallo mit der Sowjetunion bezüglich der Kooperation zwischen der Reichswehr und der Roten Armee. 1926 wurde er als Generalleutnant Kommandeur der 3. Division und gleichzeitig Befehlshaber im Wehrkreis III. Unter Beförderung zum General der Infanterie wurde Hasse am 1. April 1929 zum Oberbefehlshaber des Gruppenkommandos I in Berlin ernannt. 1932 schied er aus dem aktiven Dienst.
Er wurde auf dem Invalidenfriedhof Berlin beigesetzt. Sein Grab ist erhalten.

## Auszeichnungen
- Eisernes Kreuz (1914) II. und I. Klasse[1]
- Ritterkreuz des Königlichen Hausordens von Hohenzollern mit Schwertern[1]
- Roter Adlerorden IV. Klasse mit Krone[1]
- Preußisches Dienstauszeichnungskreuz[1]
- Bayerischer Militärverdienstorden III. Klasse mit Schwerten und Krone[1]
- Offizierskreuz des Albrechts-Ordens mit Schwertern und mit Krone[1]
- Hanseatenkreuz Hamburg[1]
- Kreuz für Verdienste im Kriege[1]